# AirTag
AirTagは、Appleによって開発、製造されている2021年にリリースされた紛失防止トラッカーである。iOS 14.5以降を搭載したiPhoneもしくはiPadOS 14.5以降を搭載したiPadで利用できる。2021年4月21日のApple Special Eventで発表された。

## 機能

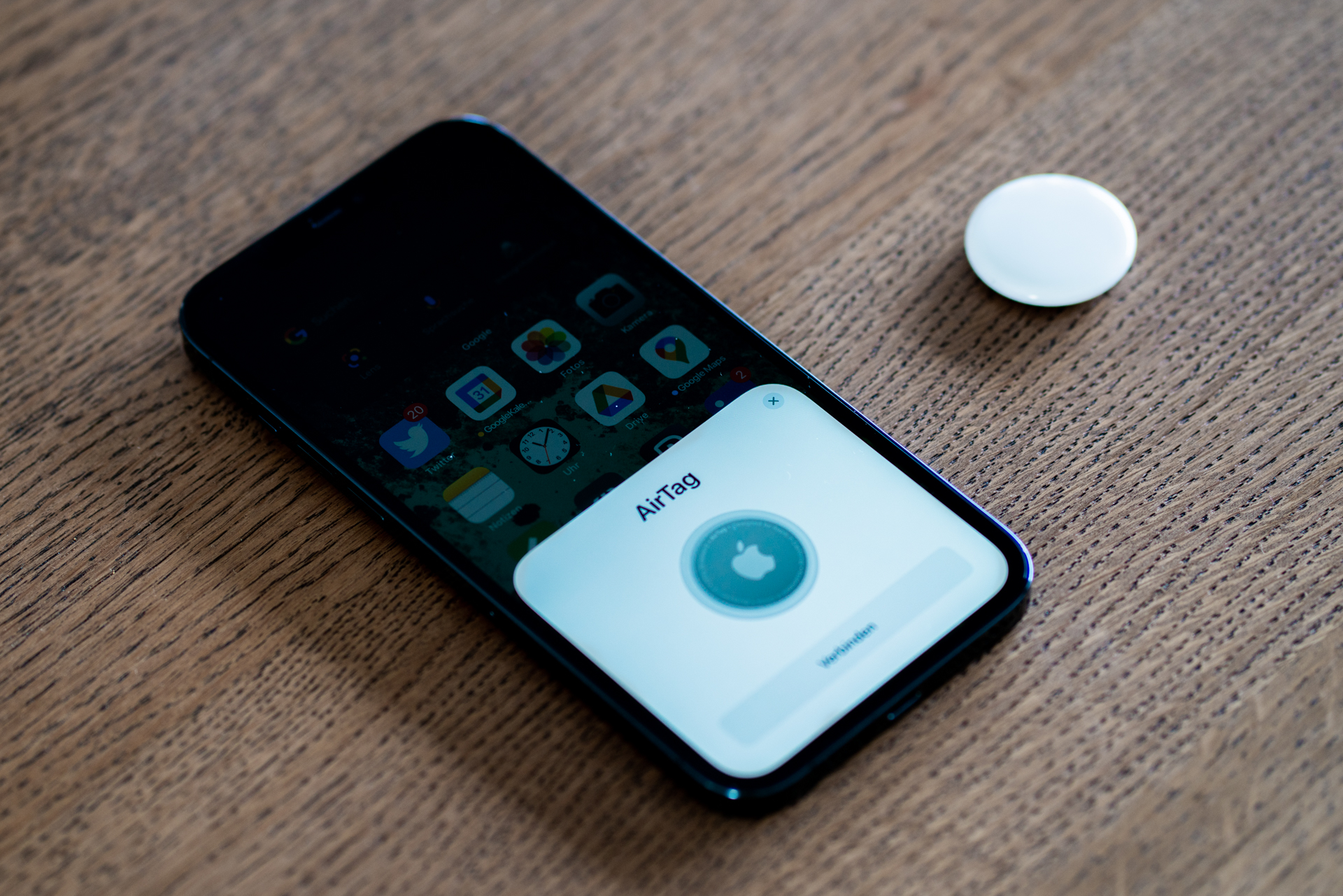
iPhoneとAirTag

iCloudを設定したiPhoneとBluetooth及びUWBで接続して利用する。特定の場所もしくはユーザーから離れた場合にペアリングされたiCloudのアカウントがセットされた端末に通知される。
探すAppを使う事で、音を再生したり、発見者に伝えるメッセージや電話番号、メールアドレスを設定できる。メッセージや電話番号は、NFC対応のスマートフォン（Android端末でも可）をAirTagにかざすことで見ることが可能。
iCloudでリンクされているApple製品であれば、例えばSiriに「Hey Siri, 財布を探して」と言ったり、探すAppで探したいAirTagを選択したりすることで音を鳴らすことができる。また、長時間、デバイスの近くで自分のものではないAirTagが検出された場合にiPhoneに通知が届く「追跡の通知」機能もあり、ストーキング行為などで知らない間に荷物に入れられていても気付くことが可能である。
AirTag自体に画面やボタンは無く、AirTag単体での操作はできない。ただし、AirTagの電池を抜いて再度入れると言う行為を5回繰り返すと、AirTagを初期化することが可能である。電池はボタン電池のCR2032を使用し、ユーザーが自分で簡単に交換することができる。電池持ちは1年ほどと公表されている。
AirTag自体にGPSは内蔵されておらず、位置情報の更新は、近くにあるiPhoneやiPadなどのApple製品にBluetooth接続され、接続されているApple製品がWi-Fi及びモバイル通信を行う事でサイレント、そして匿名で実施される。近くにiPhoneやiPadなどのBluetooth通信ができるApple製品がない場合は、位置情報を更新することができない。誰のApple製品に接続されたかといった接続詳細履歴は蓄積せず、解析できない。
UWBに対応するU1チップを搭載するiPhoneでは、「正確な場所を見つける」機能を用いてのセンチメートル単位による捜索も可能である。

### 必要要件
iOS 14.5以降を搭載したiPhone SE、iPhone 6s以降、iPod touch（第7世代）、iPadOS 14.5以降を搭載したiPad Pro、iPad（第5世代以降）、iPad Air 2以降、iPad mini 4以降が必要。またUWBを利用した測位を行うにはiPhone12以降が必要。

## 商標
元の商標権を持つメーカーは、フランスのスタートアップ企業で、2015年に当時Safran子会社であったMorphoに買収された、モバイルショッピングおよび決済プロバイダー。

## 批判
2012年に設立され、翌々年からスマートフォン利用の忘れ物追跡タグを販売開始しているTileは後発であるAppleに対し、Tile製トラッカーと同様の技術とデザインを使用しているとして批判した。また2020年には、AppleデバイスのアプリにおいてAirTagの位置情報取得権限がデフォルトで「常に許可」になっているのに対し自社製品はオフであり使いにくくしているとして、EUに反競争的行為の苦情を申し立てている。

## 利用

### 盗難品の追跡
盗難が予想される物品に取り付けることで追跡が可能となる。使用条件はあるが防犯カメラの設置などに比べて低コストである。
盗難された自動車の追跡に利用されていたが、後述のストーカー行為防止の対策として検知されやすくなったため、効果が低減した。

### 悪用
AirTagを使った犯罪行為はAir Taggingsと呼ばれている。
2021年9月、AirTagの紛失モードに脆弱性があることをセキュリティコンサルタントのBobby Raunchが発見、ジャーナリストのBrian Krebsが公表した。紛失モードで使用される電話番号入力欄にスクリプトコードを入力しておくことで、AirTagをスキャンした相手を任意のサイトに誘導することが可能だという。
2021年11月、アメリカ合衆国アーカンソー州在住の女性が、自家用車のトランクに見知らぬAirTagがテープで貼り付けられているのを発見、警察に届け出るという事案が発生した。
2021年11月、アメリカ合衆国在住の女性が、iPhoneに追跡されている旨の通知が表示されたのを受けて、ニューヨーク州の警察署に駆け込むという事案が発生した。警察官が調べたところ、自家用車のバンパー下に仕掛けられたAirTagを発見した。ニューヨーク州では2014年から他人の車にトラッキング装置を仕掛けることは違法となっている。
2021年12月、カナダオンタリオ州ヨーク地域警察（英語: York Regional Police）がAirTagを使った自動車盗難を5件特定し、その手口を報告した。ショッピングモールなどで高級車を物色し、AirTagを仕掛け、のちに追跡して盗み出すという。
2021年12月、アメリカ合衆国メリーランド州在住の女性が、自家用車のフロントホイールの裏側に見知らぬAirTagが仕掛けられているのを発見、警察に被害を報告した。
2021年12月、アメリカ合衆国在住の男性が、自家用車のトランク下にAirTagが仕掛けられているのを発見した。ミシガン州にあるショッピングセンターの駐車場に、2時間ほど駐車している間に仕掛けられたという。
2022年5月、日本の愛知県で何者かにより愛知県警察の捜査車両にAirTagが設置されていたことが発覚した。同県警察は暴力団などの犯罪組織が警察の動向を把握するために取り付けたとみて捜査を開始した。
2022年12月、女性の車にAirTagを取り付けて、ストーカー行為をしていたとして、京都府警察はストーカー規制法違反の疑いで奈良県在住の男性を書類送検したことを発表した。
このような不正利用に対して、耳を澄ます、Appleデバイスの「探す」アプリやAndroidの「Tracker Detect」アプリを使用して周囲にあるAirTagを検知する、自宅や知られたくない場所から離れた場所で電池を取り外すなどの対策が呼びかけられている。
2023年5月にAppleとGoogleは位置追跡デバイスの不正利用に対応する業界標準の策定で協力すると発表した。異なる企業の紛失防止タグをシステムレベルで検出できる保護機能をiOSとAndroidの将来のバージョンでサポートすることを目標としている。